# Ciminna
Ciminna – miejscowość i gmina we Włoszech, w regionie Sycylia, w prowincji Palermo.
Według danych na rok 2004 gminę zamieszkiwało 4016 osób, 71,7 os./km².